# Xã Orient, Michigan
Xã Orient (tiếng Anh: Orient Township) là một xã thuộc quận Osceola, tiểu bang Michigan, Hoa Kỳ. Năm 2010, dân số của xã này là 773 người.